# Netomocera rufa
Netomocera rufa är en stekelart som beskrevs av Karl-Johan Hedqvist 1971. Netomocera rufa ingår i släktet Netomocera och familjen puppglanssteklar. Inga underarter finns listade i Catalogue of Life.